# Крушевський Георгій Степанович
Георгій Степанович Крушевський (1863 — 1938, Київ) — український живописець, жертва радянської влади — його ім'я викарбувано на пам'ятнику «Художники-жертви репресій», встановленого біля Київського художнього інституту.

## Біографія
Закінчив Петербурзьку академію мистецтв (1891—1895).
У 1899 році за картину «Тривога» («Сигнальні вогні») дістав звання художника.
Жив і працював у Києві.
Писав портрети, жанрові полотна, ікони. На початку 1900-х організував та очолив майстерню з розпису церков.
Серед інших його учнем і колегою був відомий художник Іван Федорович Хворостецький.
Артіль розписувала храми в Києві, Вінниці, на Волині. В 1903 році Георгі Крушевський розписав старовинну церкву Миколи Притиска в Києві, взявши за взірець розписи Володимирського собору.
В радянський період продовжував брати активну участь в художньому житті Києва. Виступав проти руйнації святинь, давніх храмів — багато написаних ним ікон загинули під час цих подій.
Був заарештований НКВС. Помер в 1938 році.

## Твори
- «Тривога» («Сигнальні вогні») (1899);
- «З полювання» (1900);
- «Портрет» (1915);
- «Голівка» (1916);
- «Переселення в Америку»[3] (1890) та ін.

## Галерея

Картина «Тривога» («Сигнальні вогні») (1899)
Ікона «Ісус Христос»
Ікона «Богородиця на троні»